# 장바티스트 콜베르
장바티스트 콜베르(프랑스어: Jean-Baptiste Colbert, 1619년 8월 29일 ~ 1683년 10월 6일)는 프랑스의 중상주의 정치가로 루이 14세 아래에서 1665년부터 1683년까지 재무부 장관을 역임하였다. 세비녜 부인은 그에게 “북쪽 사람”이란 별칭을 붙였는데 콜베르가 차가운 성품에 냉정한 사람이었기 때문이다. 그는 집요하게 일에 매달렸고 검소한 생활로 인해 존경받았다.
프롱드의 난 당시 콜베르는 왕령 법정의 중개인으로 근무하면서 귀족에 의해 위기에 처한 루이 14세의 왕당파를 위해 일했다. 이 일로 망명중이던 쥘 마자랭 추기경과 친분을 쌓게 되었다. 그는 산업을 부흥시키고 파산 상태의 경제를 회생시켰다는 평판을 얻었다. 역사가들은 콜베르의 노력에도 불구하고 전쟁에 대한 루이 14세의 과도한 지출로 인해 프랑스의 빈곤 해결에는 역부족이었다고 기록하고 있다.
콜베르는 무역 수지 개선과 식민지에 의한 수입을 중요시 하였다. 콜베르는 베네치아 유리와 플란데런 옷감 제조를 도입하는 시장 개혁을 단행했고 보베에 왕실 태피스트리 작업장을 설립하였다. 콜베르는 공공사업의 증진과 관세를 통해 경제를 증진시켰다. 해외에 대해서는 그의 재임 직전 창립된 프랑스 동인도 회사를 통하여 커피, 목화, 염료용 목재, 모피, 후추, 설탕 등을 들여왔으며 이를 위하여 해상 운송을 설립하였다.

## 초기 경력
랭스에서 부유한 상인 집안에서 태어난 그는 루부아 후작의 부친 미셸 르 텔리에 아래에서 프랑스 왕정의 용역에 들어갔다. 콜베르는 자신이 잘 섬긴 쥘 마자랭 추기경의 대리가 되었다. 거의 그는 즉시 프랑스에서 가장 중요한 장관이 되었다.
1661년 재무부의 총감이 되어 다음 몇년간 공공 건축, 상업과 왕실의 행정, 해군과 상선을 위한 책임을 취하였다. 그의 단 하나의 심각한 경쟁자는 전쟁 장관 루부아였다. 둘은 왕실의 호의를 위하여 서로를 향하여 음모를 꾸미고, 특히 1679년 후에 점차로 우위를 이겼다. 콜베르는 자신이 사망할 때까지 광대하게 권력으로 남아있었다.

## 중상주의 정책

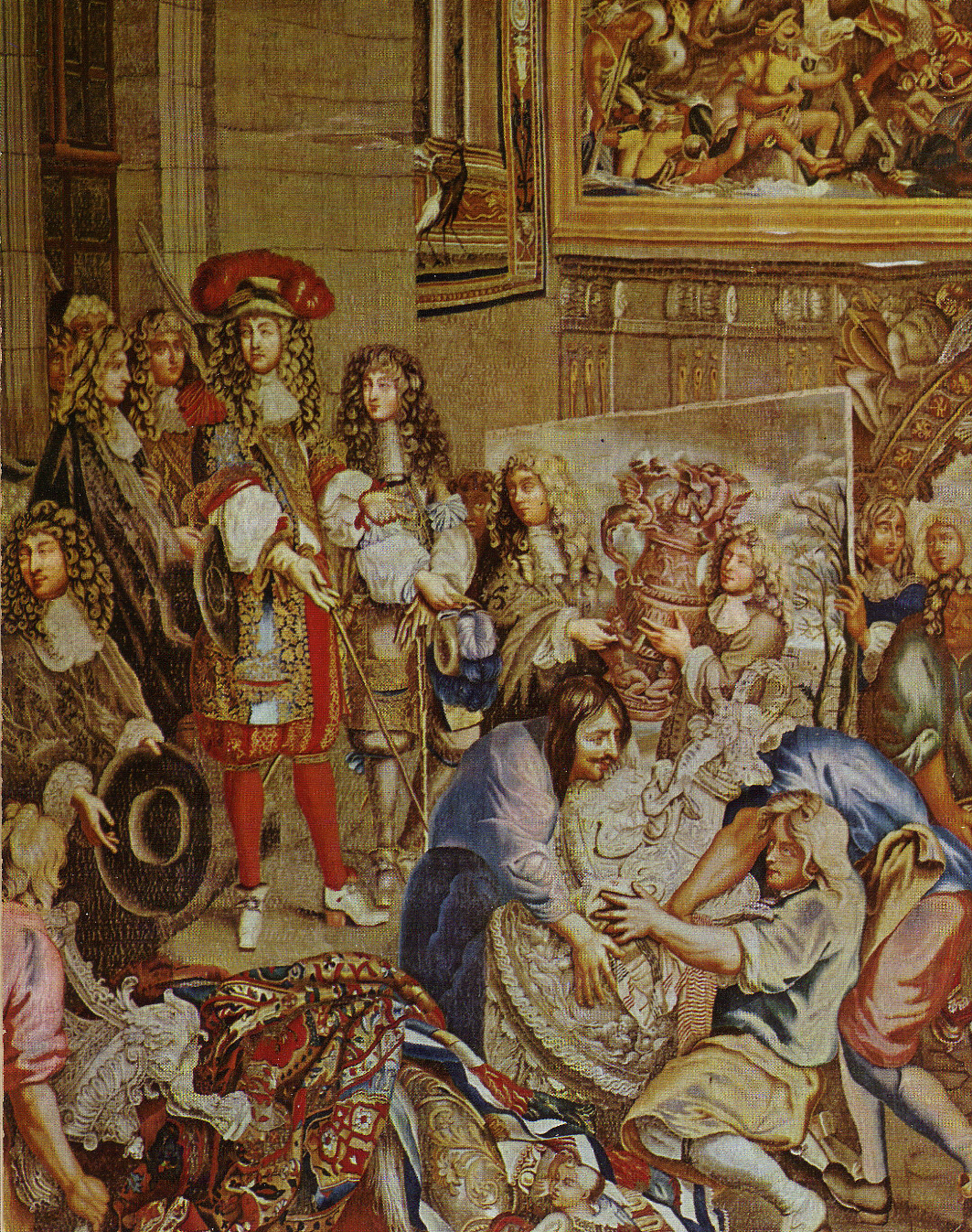
루이 14세와 함께 고블랭의 직물 공장을 방문한 콜베르

콜베르의 가장 성공적인 세월은 1661년부터 1672년까지였다. 마자랭의 소홀하고 부패한 기간은 확장된 산업과 상승한 고용과 함께 번영의 시기에 의하여 대체되었다. 세금 제도는 서서히 더욱 공평해지고 더 많이 효과있게 만들어져 루이 14세의 세입을 거대하게 늘였다.
중상주의 시기에 콜베르는 최상의 중상주의자였다. 그의 계획은 프랑스의 산업을 창조하거나 보호하고, 수출품을 장려하고 수입품을 제한하면서 프랑스의 경제력을 축척하는 것이었다. 끊임없는 규제와 관리에 의하여 그는 처음에 유럽에서 주로 고급품들에서 프랑스의 산업을 만드는 데 노력하였고, 자신의 시간으로부터 어떤 분야(예로 태피스트리와 자기류)에서 높은 품질의 프랑스 전통품을 위하여 부분적으로 성공하였다.
콜베르는 극동과 아메리카 무역을 위하여 영국과 네덜란드와 경쟁하는 데 왕립 무역 회사들을 결성하였다. 이 회사들이 거의 실패하였어도 그는 가장 강한 유럽의 해군들 중의 하나와 상당한 상선보다 더 많이 건설하는 데 성공적이었다. 동시에 그는 캐나다, 서인도 제도와 극동에서 프랑스 해외 제국의 창설을 주장하였다. 다음 세기에서 프랑스의 상업과 산업의 거대한 확장은 크게 그의 원칙이었다.

## 예술의 진흥

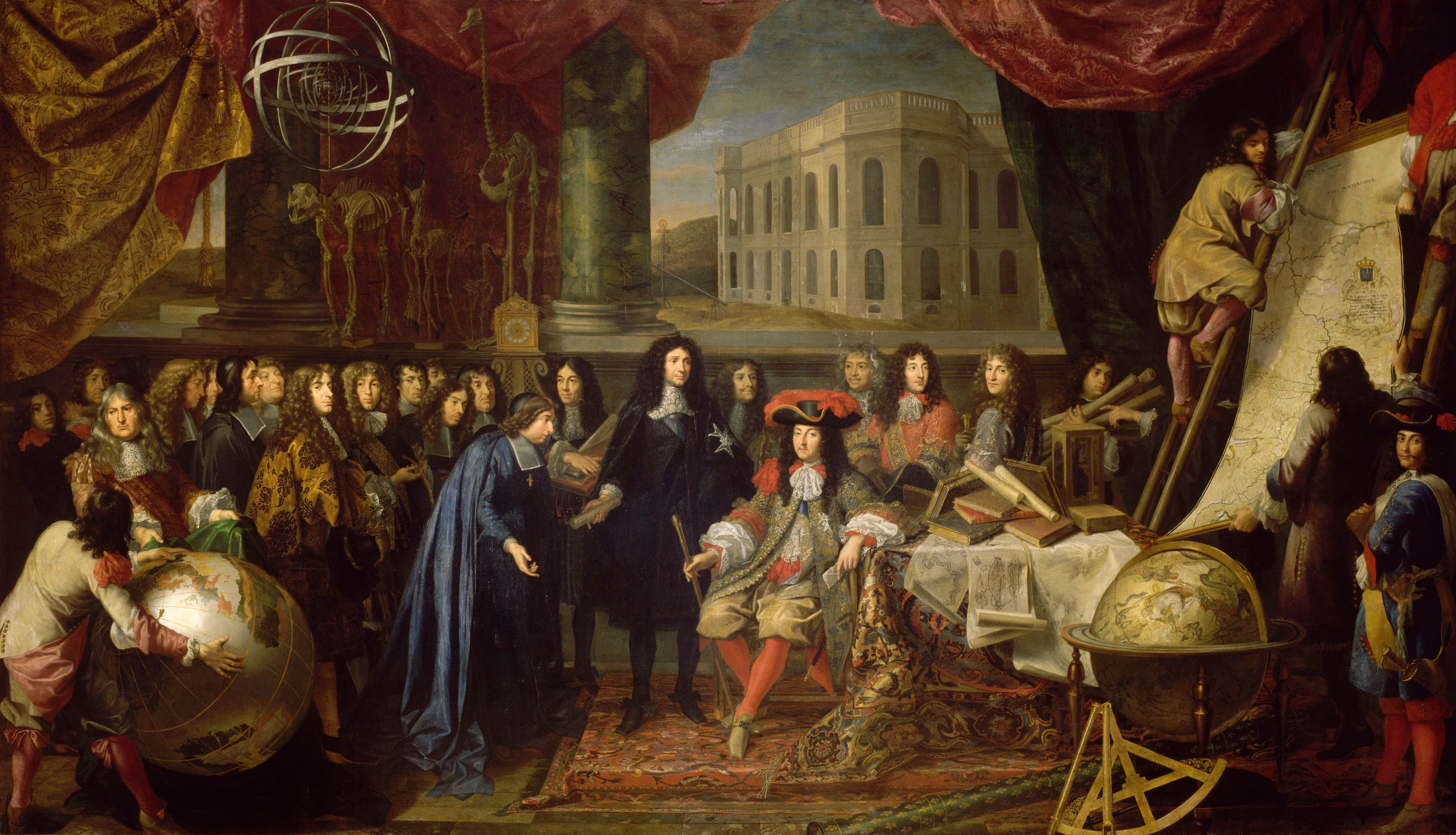
콜베르가 루이 14세에게 왕립 과학 아카데미의 회원들을 소개하는 모습

콜베르는 막대한 중요성의 법전 편찬의 연속을 통하여 실시하였고, 나폴레옹 법전은 부분적으로 그 영향을 받았다. 그는 또한 자신을 프랑스의 예술적과 문화적 인생을 위한 책임으로 만들었다. 그는 화가와 작가들을 장려하고, 수호하고, 조직화하였으며 루이 14세의 장엄한 건축 계획은 우선 그의 일이었다.

## 쇠퇴한 세월
콜베르는 혁신자가 아니었다. 그의 아이디어들은 다른 사람들, 특히 리슐리외 추기경으로부터 왔으며 그들의 관한 콜베르의 해석은 가끔 실수를 하였다. 그러나 그는 22년 동안 프랑스의 경제적 행운을 통치하였고, 총괄적인 범위와 일을 위한 엄청난 재능과 함께 하였다. 하지만, 그의 어떤 계획들은 성공하지 못하였다. 그는 프랑스에서 책임과 대책들의 다양한 제도들을 통합하거나 국가 안에서 자유 무역을 안정시키지 못하였다. 그의 명령들이 가끔 무시되면서 충실한 조사에 의한 산업의 규제는 크게 효과가 없었다.
콜베르의 주요 실패는 그의 판결에서 극동과 유럽 무역의 네덜란드의 지배에 종말을 가져올 때까지 일어났다. 앙심 깊은 관세 전쟁에 의하여 네덜란드에 피해를 입히지 못한 그는 몇주 안에 침략되는 희망에서 1672년 루이 14세의 정당한 이유가 없는 네덜란드 침공을 성원하였다. 그러나 전쟁은 1679년까지 계속되었고 프랑스 경제에 큰 부담이 콜베르의 업적의 많은 좋은 결과들을 망치고 말았다.

## 사망
1683년 9월 6일 여생을 가난하게 보낸 콜베르는 자신이 매우 인기가 없던 일반 민중의 거대한 구제로 사망하였다. 1명의 장관에서 책임들의 막대한 집중은 왕정 아래 전혀 되풀이되지 않았다.

## 같이 보기
- 프랑스 서인도 회사
- 니콜라 푸케 드 벨릴 후작